# Min Frälsare lever, jag vet att han lever
Min Frälsare lever, jag vet att han lever är en psalm av Britt G. Hallqvist, skriven år 1977. Melodin (A-dur, 6/4) av Lars Moberg komponerades år 1979.
Sången bygger till stora delar på en del av Jobs bok, där Job utbrister att han vet att hans Förlossare (Befriare) lever och att han till slut ska få se honom, "ej som en främling".
Texten blir fri för publicering allra tidigast år 2067.

## Publicerad som
- Nr 313 i Den svenska psalmboken 1986, 1986 års Cecilia-psalmbok, Psalmer och Sånger 1987, Segertoner 1988 och Frälsningsarméns sångbok 1990 under rubriken "Framtiden och hoppet".
- Nr 583 i Svensk psalmbok för den evangelisk-lutherska kyrkan i Finland (1986) under rubriken "Det kristna hoppet".
- Nr 493 i Cecilia 2013 under rubriken "Döden och evigheten".